# Wesmaelius reisseri
Wesmaelius reisseri là một loài côn trùng trong họ Hemerobiidae thuộc bộ Neuroptera. Loài này được U. Aspöck & H. Aspöck miêu tả năm 1982.